# Medaglia dell'Indipendenza della Turchia
La medaglia dell'Indipendenza (in turco: İstiklâl Madalyası; in turco ottomano: استقلال مدالیه سی‎) è una onorificenza militare speciale emessa in numero limitato dalla Grande Assemblea Nazionale Turca in conformità con la Legge 66 del 29 novembre 1920.

## Aspetto e materiale
La medaglia d'indipendenza di forma ovale in ottone misura 35 × 40 mm e pesa 15,55 g. Mostra sul recto un sole che sorge, sotto il quale è raffigurato l'edificio in cui la Büyük Millet Meclisi si riunì per la prima volta il 23 aprile 1920. A destra e sinistra dell'edificio si trovano case e una moschea e sotto l'edificio si vede un contadino con un carro da buoi. Il verso mostra all'interno della stella lunare una mappa della Turchia.

## Decorati

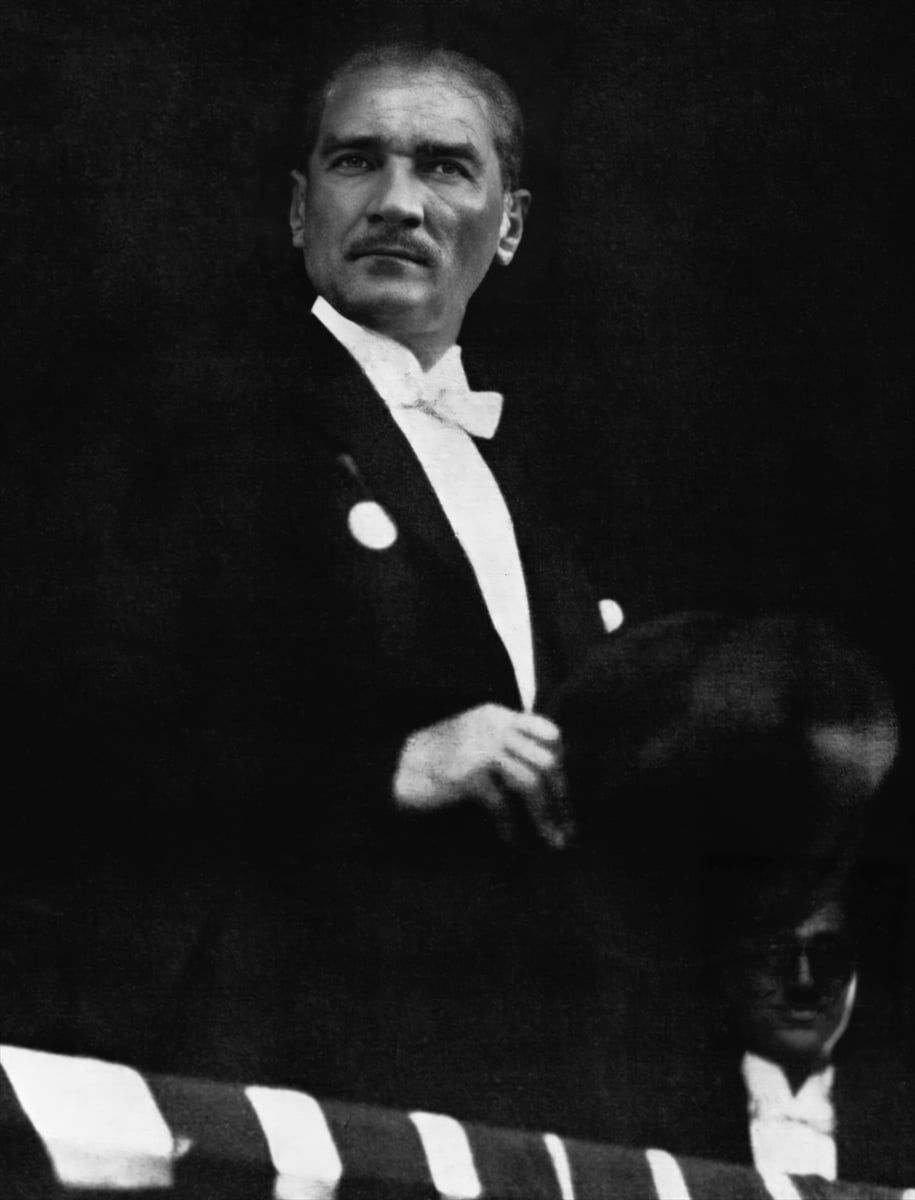
Mustafa Kemal Atatürk con İstiklâl Madalyası con nastro rosso-verde

L'İstiklâl Madalyası fu assegnata a militari e civili che avevano dato importanti contributi al paese durante la Guerra d'indipendenza turca. Le persone che avevano combattuto al fronte portavano la medaglia su un nastro rosso. A chi aiutava nelle retrovie venne assegnata la medaglia con un nastro bianco e ai membri del parlamento una con un nastro verde. I membri del Parlamento che si distinsero al fronte, ricevettero una medaglia dell'indipendenza con nastro rosso e verde. Anche alle bandiere di tutti i reggimenti delle forze nazionali turche, che presero parte alle campagne durante l'occupazione di Smirne tra il 15 maggio 1919 e il 9 settembre 1922 fu conferita una medaglia.
L'onorificenza venne conferita oltre che alle persone fisiche anche alla provincia di Kahramanmaraş (nastro rosso) e al distretto di İnebolu (nastro bianco).